# Granta-astrild
De granta-astrild (Pyrenestes minor) is een zangvogel uit de familie Estrildidae (prachtvinken).

## Verspreiding en leefgebied
Deze soort komt voor van oostelijk Tanzania tot zuidelijk Malawi, oostelijk Zimbabwe en noordelijk Mozambique.